# مادهوسري دوتا
مادهوسري دوتا هي منتجة أفلام هندية ومؤلفة وناقدة سينمائية.

## حياتها وتعليمها
ولدت مادهوسري دوتا في جمشيدبور، وهي مدينة صناعية هندية تقع في ولاية جهارخاند (التي سميت بيهار في ما بعد). درست الاقتصاد في جامعة جادافبور في كولكاتا والتمثيل المسرحي في المدرسة الوطنية للتمثيل المسرحي في نيودلهي. انتقلت دوتا عام 1987 إلى مومباي (التي كانت تدعى في ذاك الوقت باسم بومباي).
كانت دوتا ضمن هيئة المحلفين في مهرجان برلين السينمائي الدولي وفي المهرجان السينمائي النسوي الذي يقام في كولونيا عام 2006 وفي المهرجان الدولي للأفلام الوثائفية في سانت بطرسبرغ عام 2001 ورئيسة هيئة المحلّفين ضمن المهرجان السينمائي الدولي للأفلام الوثائقية والقصيرة الذي أقيم في ولاية كيرلا الهندية عام 2009. عقدت دراستها الرجعية في مهرجان مومباي العالمي للأفلام الوثائقية عام 2018 ومهرجان المقاومة الثابتة في دلهي عام 2008 ومهرجان مادوراي السينمائي عام 2007 ومعرض الجمعية الجديدة للفنون البصرية في برلين عام 2001.
تعيش دوتا اليوم في كولونيا، ألمانيا. وتعمل كمديرة فنية في أكاديمية الفن العالمي في كولونيا منذ عام 2018.
اختيرت دوتا للفوز بجائزة إنجاز العمر للأفلام الوثائقية بالتزامن مع مهرجان كيرلا العالمي للأفلام الوثائقية والقصيرة الذي يقام من 21 إلى 26 حزيران/يونيو.

## عملها
ربطت دوتا مفاهيم ممارسة الفن والنشاطية والبيداغوجيا (علم التربية) مع بعضها البعض ضمن منصة واحدة عام 1990 عندما كانت القيّمة على مهرجان «تعبير» الذي كان أول مهرجان فني نسوي. شهد المهرجان مجموعة من عالمات النسوية والفنانات والناشطات في حركات الدفاع عن حقوق المرأة، ويعد المهرجان نقطة علّامة في تاريخ الحركة النسوية في الهند. تمحور عمل دوتا بشكل عام حول دور الجنسين والتطور الحضري والفنون العامة والممارسة الوثائقية. إن معظم أعمالها عبارة عن خليط هجين من أنواع عدة من الفنون وخليط استفزازي من الفن الرفيع والهابط سويًا. تظهر دوتا في فنها خليطًا لامعًا من البيداغوجيا والسياسة والتجربة إشارةً إلى هوياتها المتعددة كناشطة سياسية وفنانة طليعية. تعرفت دوتا خلال مسيرتها المهنية على العديد من الفنانين الذين تعاونت معهم في بعض الأعمال مثل المخرج السينمائي فيليب شيفنر والفنان آينز شابار من برلين والمخرج المسرحي أنوردا كابور من دلهي والفنانة البصرية نيليما شيخ من بارودا وأركانا باندي والمعماري روحان شيفكومار من مومباي والكاتب المسرحي ماليني باتاكاريا من كالكوتا.
هذا الشغف الفني نفسه أنتج عدة مشاريع أرشيفية رقمية ومبادرات تربوية. إحدى تلك المشاريع هو فلم «غودام» الموجود حاليًا على أرشيف الوسائط الرقمية المتاح للعموم.
مادهوسري دوتا هي مؤسس مشارك لـ «مجلس» 1990، وهو مؤسسة تهتم بالعمل الثقافي وحقوق المرأة في مومباي. وعملت بصفة المدير التنفيذي للمؤسسة حتى آذار/مارس عام 2016. هي أيضًا عضو مؤسّس لأكاديمية الفنون العالمية في كولونيا وعض في المجلس الأكاديمي لكلية البيئة والعمارة في مومباي. وهي أيضًا عضو فاعل في مجال الحركة النسوية في الهند وعمليات المنتدى الاجتماعي العالمي، وقدمت إسهامات عديدية مثل حشد وإنتاج ونشر الفن والفنانين للحركة.
شاركت في 5 تشرين الأول أكتوبر عام 2015 في حركة عالمية بقيادة كتاب ومخرجين سينمائيين من الهند احتجاجًا على السياسة الثقافية للبلاد وأعادوا الجوائز الوطنية كخطة من الاحتجاج.

### المسرح
بدأت دوتا مسيرتها العملية مع مجموعة مسرحية بنغالية تدعى أنارجيا (أي الشعب غير الآري) في كولكاتا. كانت أيضًا عضوًا في كادر المجموعة النسوية ساشيتانا في كولكاتا. أخرجت دوتا المسرحيات لكلا المجموعتين سواء في الشارع أو على خشبة المسرح. ولعل أكثر أعمالها التي أخرجتها في تلك الفترة وبقيت عالقة في أذهان الكثيرين مسرحية «الأم شجاعة وأبناؤها» للكاتب المسرحي الألماني بيرتولت بريخت، والعرض المسرحي الموسيقي «التخلي عن الفتاة» من أداء ماليني باتاشاريا ومي ديل ساجي، والذي هدف إلى إلغاء المهر عند الزواج. كانت نشيطة على المسرح أيضًا في مومباي لعدة سنوات قبل أن تدخل بشكل كامل في مجال الفنون البصرية. أخرجت مسرحية شهيرة في الشارع حول الحركة النسائية بعنوان «في البحث عن تاريخ النساء» عام 1988، ومسرحية «الحب في إضراب» عام 1991. مارست هوايتها في الإخراج التلفزيوني وأخرجت لصديقتها مينال باتل 13 حلقة من من مسلسل غوجاراتي بين عامي 1989 و1990.

### أفلامها
كان أول فلم من إخراجها تحت اسم «أعيش في بهرمبادا» عام 1993. كان فيلمًا وثائقيًا تناول الحياة في مَعزَل للمسلمين في سياق أحداث شغب طائفية في مومباي بين عامي 1992 و1993 وأخذت عليه جائزة فيلم فير كأفضل فيلم وثائقي لعام 1994. تبين في وقت لاحق أن الفيلم يدرس الصراع بشكل جدي ونُشر سيناريو الفيلم ضمن مقتطفات أدبية بعنوان: سياسة العنف 1996. أنتجت بعد ذلك عدة أفلام، منها ما هو وثائقي وقصير وسكتشات وأفلام تلامس أرض الواقع. معظم أفلامها منتجة مع نفس فريق الإنتاج: المصور أفيجيت كيشور والمحرر شيامال كارماكار. كان فيلمها «سبعة جزر ومترو» حول مدينة بومباي واحدًا من أول الأفلام التي طُرحت تجاريًا في مسارح الهند بعيدًا عن أفلامها الخاصة، أخرجت دوتا عدة أفلام وثائقية لصانعي أفلام مبتدئين. ساعد دورها كموجهة ومدربة ومنتجة في تعليم مجموعة من صانعي الأفلام الآخرين حول الممارسات الوثائقية في مومباي. حصدت أفلامها ثلاث جوائز أفلام وطنية.

### ممارساتها الفنية
مشروع سينما المدينة: البحوث الفنية والممارسات الوثائقية، ومشروع بحثي بوجهات فنية متعددة قام تحت رعاية دوتا بين عامي 2009 و2013. يبحث الفيلم في الطبقات المتعددة للعلاقة بين مدينة مومباي والسينما التي تخرج منها. يحاول هذا المشروع إظهار السينما على كونها ظاهرة كثيفة العمالة ترتبط بالهجرة العمالية وواقع ما بعد الصناعة والتحولات في الديموغرافيا الحضرية والتنمية الحضرية والوصول إلى التكنولوجيا والسوق. من مخرجات المشروع هناك إنتاج الأفلام الوثائقية والمنشآت الفنية العامة والدورات التربوية والمنشورات والفهارس. عُرض المشروع لأول مرة في مهرجان برلين السينمائي الدولي كجزء من الذكرى الستين للمهرجان عام 2010، وعُرض بعد ذلك ضمن صالات المعرض الوطني للفن المعاصر في مومباي ودلهي وبنغالور، إضافة إلى معارض صغيرة أخرى وأماكن عامة بين عامي 2011 و2014.

## المنشورات
- مشروع سينما المدينة، بالتعاون مع كوشيك بوميك وروهان شيفكومار، كتب توليكا 2013 / منشورات جامعة كولومبيا.[22][23][24]
- أرجون أبادوراي، عالم أنثروبولوجيا اجتماعية وثقافية، كتب في مقدمة الكتاب: «قد يُنظر لمشروع سينما المدينة على أنه خطوة متأثرة بالأعمال الأجنبية، لكن هذا المشروع لا يتحدث عن سياق الحياة في باريس بين العقدين الخامس والسادس من القرن الممنصرم، بل إنه نابع من الحياة في بومباي في القرن التاسع عشر وفي القرن الحادي والعشرين. لا يهتم مشروع سينما المدينة بالتعليق من منظور خارجي حول الحياة في المدينة، بل إنه نابع من وسطها وهو نتاج للحياة فيها، إنه عين تلمس الحياة الحضرية وتعيد رسم العناصر البصرية الموجودة فيها مسبقًا». مشروع سينما المدينة، مقالات مختارة ورسومات وأفلام وأعمال فنية اختيرت للفوز بجائزة العمل القادم عن أفضل كتاب مطبوع لعام 2014.[25]
- التواريخ: المواقع: بومباي / مومباي (بالاشتراك مع شيلبا غوبتا)، كتب توليكا، مطبعة جامعة كولومبيا، 2012، خط زمني للثقافات العامة في القرن العشرين.[25][26]
- الأمة والدولة والهوية الهندية، حُرّر بمشاركة فلافيا أجنس ونيرا أداركار وساميا باتكال وسين عام 1996. مقتطفات أدبية من سياق هدم مسجد بابري في ديسمبر/كانون الثاني عام 1992.
- الكلمة المفتاحية: ملاحظات حول تبني ثقافة الكلمات وممارستها ضمن حدود فهرس الصورة، مع الفنان الألماني أينس شابر من برلين. إنه محاولة لكتابة كتاب مصمم كجزء من مشروع الأرشفة للاحتفال بالذكرى الخمسين لمعهد أرسنال للفنون والفيديو في برلين.[27]
- في سعيها لإنتاج أعمال أكثر حداثة وملائمة لمتطلبات العصر، أنتجت دوتا لعبة تدعى «مغامرات التوابل» بالتعاون مع الفنان شيلبا غوبتا.[28] تكشف الرواية التفاعلية بين اللعبة والرسوم المتحركة سر المطبخ الهندي، وكيف وصلت التوابل إلى الهند من كل أنحاء العالم.

## روابط خارجية
- مادهوسري دوتا على موقع IMDb (الإنجليزية)